# Euphrasia simonkaiana
Euphrasia simonkaiana är en snyltrotsväxtart som beskrevs av Árpád von Degen, Lengyel, Jáv.. Euphrasia simonkaiana ingår i släktet ögontröster, och familjen snyltrotsväxter. Inga underarter finns listade i Catalogue of Life.